# 段存华
段存华（1933年11月—），女，河南范县人，中华人民共和国政治人物，曾任轻工业部副部长，第八、九届全国政协委员。